# 2000 في اليونان
فيما يلي قوائم الأحداث التي وقعت خلال عام 2000 في اليونان.

## سياسة

### تعيين في المنصب
- 21 نوفمبر – إيفانغيلوس فينيزيلوس Minister of Culture of Greece ‏.

### انتهاء فترة المنصب
- 13 أبريل – إيفانغيلوس فينيزيلوس Minister of Development of Greece ‏.

## مواليد

### يناير
- 1 يناير – أثينا كريكيلي صحفية يونانية.

## وفيات

### يناير
- 1 يناير – ليونيداس بيرغوس (مواليد 1871) مسايف يوناني.